# 유재성 (법조인)
유재성(柳在成, 1941년 ~)은 제11대 창원지방검찰청 검사장을 역임한 법조인이다.

## 생애
1941년에 태어나 1959년 경기고등학교, 1964년 서울대학교 법학과를 졸업한 유재성은  1967년 제8회 사법시험 합격하고 1969년에 광주지방검찰청 검사에 임용되었다.  

## 경력
- 1969년 광주지방검찰청 검사
- 1971년 서울지방검찰청 영등포지청 검사
- 1974년 춘천지방검찰청 강릉지청 검사
- 1975년 서울지방검찰청 성동지청 검사
- 1979년 법무부 인권과 검사
- 1981년 서울지방검찰청 검사
- 1982년 대검찰청 검찰연구관
- 1986년 서울지방검찰청 남부지청 부장검사
- 1987년 법무부 섭외법무실 심의관
- 1988년 대검찰청 중앙수사부 제1과장
- 1989년 서울지방검찰청 형사제2부장
- 1990년 전주지방검찰청 차장검사
- 1991년 대전지방검찰청 차장검사
- 1992년 서울지방검찰청 남부지청 차장검사
- 1993년 부산지방검찰청 동부지청장   법무연수원 기획부장
- 1994년 대검찰청 감찰부장
- 1995년 9월 20일 ~ 1997년 1월 22일 제11대 창원지방검찰청 검사장